# Draba albertina
Draba albertina là một loài thực vật có hoa trong họ Cải. Loài này được Greene mô tả khoa học đầu tiên năm 1901.